# 2011 UK412
2011 UK412, também escrito como 2011 UK412, é um objeto transnetuniano que está localizado no Cinturão de Kuiper, uma região do Sistema Solar. Ele possui uma magnitude absoluta de 7,9 e tem um diâmetro estimado com cerca de 116 km.

## Descoberta
2011 UK412 foi descoberto no dia 26 de outubro de 2011 pelo astrônomo M. Alexandersen.

## Órbita
A órbita de 2011 UK412 tem uma excentricidade de 0,090 e possui um semieixo maior de 47,618 UA. O seu periélio leva o mesmo a uma distância de 37,008 UA em relação ao Sol e seu afélio a 40,675 UA.